# Internationales Jugendfilmfestival Tirol
Das Internationale Jugendfilmfestival in Kundl, Tirol fand insgesamt 3 Mal (2002, 2004, 2006) statt. 
Teilnehmer aus der ganzen Welt (u. a. USA, Australien) pilgerten für die drei Festivals nach Tirol, um hautnah am Festivalgeschehen mit dabei zu sein.

## 200 Filme aus über 40 Nationen beim 3. internationalen Jugendfilmfestival in Tirol
Vom 28. bis 30. Juni 2006 fand zum dritten und vorerst letzten Mal das Internationale Jugendfilmfestival Tirol  statt. 
Für das Festival 2006 wurden Filme aus über 40 Nationen eingesandt. Die eingereichten Kurzfilme haben eine maximale Länge von 30 Minuten und werden grundsätzlich von einer Vorjury für den Hauptbewerb ausgewählt. Das Filmprogramm für das dreitägige Festival wird zielpublikumsorientiert zusammengestellt. 
Für die drei Festivaltage wurden Schulklassen aus ganz Österreich begrüßt, die entweder mit einem Film am Festival teilnahmen oder die Möglichkeit hatten, Filme anzusehen und an Workshops und Diskussionen teilzunehmen.  
Eine internationale Jury bewertete die für den Hauptbewerb qualifizierten Filme. Die Filme wurden in verschiedenen Alterskategorien bewertet. 
Organisator Emanuel Altenburger konnte sich bei der dritten und vorerst letzten Auflage des Festivals über einen Zuwachs von Filmanmeldungen freuen. So konnte bereits beim 2. Filmfestival 2004 die Anzahl der Einsendungen des 1. Filmfestivals verdoppelt werden. Beim 3. Jugendfilmfestival wurden mehr als 200 Filme aus 40 Nationen eingesandt. Das Filmfestival erfreute sich somit immer größerer Beliebtheit und Akzeptanz bei Filmemachern auf der ganzen Welt.

## Erstmals auch Online Fotowettbewerb
Erstmals gab es im Rahmen des 3. internationalen Jugendfilmfestivals auch einen Jugend-Fotowettbewerb (für Fotografen bis max. 27 Jahren). Die besten Bilder des Webvotings wurden in einem Bildband abgedruckt. Die besten 16 Bilder des Fotowettbewerbs wurden zudem während der Festivaltage öffentlich ausgestellt und vom Festivalpublikum bewertet. 